# رجل المعاناة (قطعة أثرية)
تمثال "رجل المعاناة أو Suffering man" هو تمثال من الحجر الرملي، عُثر عليه بالمملكة العربية السعودية في مكان يدعى كهفة يبعد عن حائل 200 كم، يعود تاريخ التمثال إلى أكثر من 6 آلاف عام، حيث صُنع خلال الحقبة 3500 - 3100 قبل الميلاد، وهو عبارة عن رأس وجذع لإنسان ضئيل تبلغ أبعاده 75-25-7سم.

## سبب التسمية
سُمي برجل المعاناة لما يحمله من تعابير حزن ومعاناة، تظهر من خلال وجهه المائل، وعينيه الحزينتين الغائرتين، وثغره الساخر، وأذنيه الغريبتين على شكل مقبض، ويده الممتدة للقلب، وتعززها الخطوط الرفيعة المحفورة ببراعة حول عظم الترقوة واليدين والذراعين.

## الاكتشاف
يعود الاكتشاف إلى عام 1974م، حيث يُذكر أن فتاة كانت ترعى أغنامها بأطراف بلدة الكهفة في منطقة حائل، حيث عثرت على التمثال في إحدى مراعيها و أخبرت والدها بعثورها على حجر يشبه الإنسان إلا أنه يحمل أوصافًا غريبة وخافت الاقتراب منه، فطلب منها والدها معرفة مكان الحجر، وبتفحصه أيقن أنه تمثال حجري بفعل بشري مستدلاً من خلاله على وجود حضارة قديمة في المنطقة، فحمله للمنزل ونظفه جيداً ثم سلمه للجهات المعنية.

## المعرض
عُرضت القطعة الأثرية في معرض "طرق التجارة في شبه الجزيرة العربية.. روائع آثار المملكة العربية السعودية عبر العصور" والذي أقيم بالعديد من الدول منها الولايات المتحدة واليابان ودول أوروبية متعددة بالإضافة للصين. 